# Veľké Kozmálovce
Veľké Kozmálovce é um município da Eslováquia, situado no distrito de Levice, na região de Nitra. Tem 5,92 km² de área e sua população em 2018 foi estimada em 710 habitantes.

## Demografia
| Ano:        | 1994 | 2004 | 2014   | 2024   |
| ----------- | ---- | ---- | ------ | ------ |
| Broj ljudi: | 0    | 677  | 705    | 741    |
| Razlika:    |      | –    | +4,13% | +5,10% |

| Ano:               | 2023 | 2024   |
| ------------------ | ---- | ------ |
| Número de pessoas: | 721  | 741    |
| Diferença:         |      | +2,77% |